# Linnaemya angulicornis
Linnaemya angulicornis là một loài ruồi trong họ Tachinidae.